# 11925 Usubae
11925 Usubae eller 1992 YA1 är en asteroid i huvudbältet som upptäcktes den 23 december 1992 av den japanska astronomen Tsutomu Seki vid Geisei-observatoriet. Den är uppkallad efter Usubae.
Asteroiden har en diameter på ungefär 2 kilometer.